# Truncatoflabellum vanuatu
Truncatoflabellum vanuatu is een rifkoralensoort uit de familie van de Flabellidae. De wetenschappelijke naam van de soort is voor het eerst geldig gepubliceerd in 1984 door Wells.